# بیت امر
بیت امر (به لاتین: Beit Ummar) یک شهرک در کرانه غربی رود اردن است که در استان الخلیل واقع شده‌است

## خصوصیات
بیت امر ۱۹٬۸۹۲ نفر جمعیت دارد.